# Xi'an

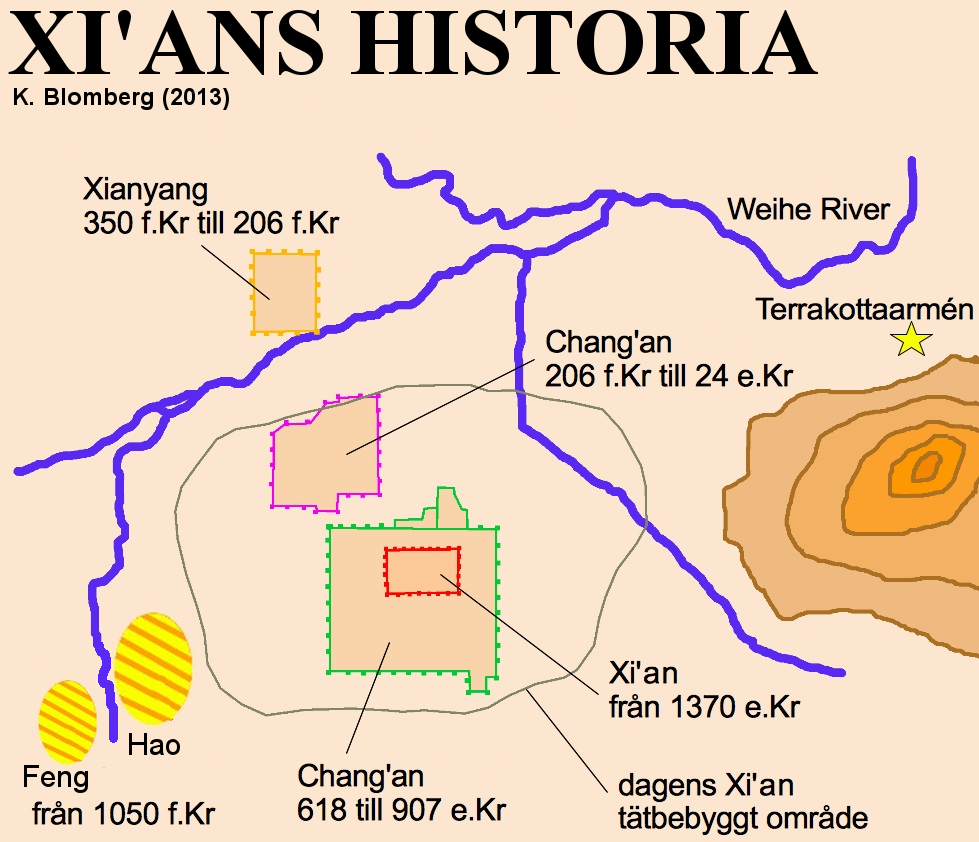
Karta som visar Xi'ans historiska utveckling.

För andra betydelser, se Xi'an (olika betydelser).
Xi'an (fil) [ɕian], tidigare romaniserat Sian, är huvudstad i Shaanxi-provinsen i Kina och namnet betyder "västra freden". Staden har en lång historia och är ett mycket populärt turistmål.

## Historia
Xi'an är en gammal stad med en historia som sträcker sig över 3100 år tillbaka i tiden. Städerna Fengjing 沣 och Haojing 镐 var huvudstäder under Västra Zhoudynastin (1045 till 771 f.Kr.) och dessa låg cirka 20 km väster om dagens centrum.
Riket Qin byggde år 350 f.Kr. sin huvudstad Xianyang 咸阳 strax norr om dagens Xi'an. När Qin bildade Qindynastin (221 till 206 f.Kr.) blev Xianyang hela Kinas huvudstad.
När Kina gick in i Handynastin år 206 f.Kr. byggdes staden om helt och placerades i norra delen av dagens Xi'an. Staden fick namnet Chang'an 长安 ("långa freden") och blev Kinas huvudstad fram till år 24. Chang'an var då världens största stad och tre gånger så stor som dess samtida Rom. År 581 enade Suidynastin Kina och byggde då om Chang'an och gjorde staden ytterligare större (84 kvadratkilometer) och placerade den över dagens Xi'an. Staden fick nu namnet Daxing 大興 och blev Kinas huvudstad igen. Under efterföljande Tangdynastin återfick staden namnet Chang'an och fortsatte att vara huvudstad.
Efter Tangdynastins slut år 907 var Chang'an helt förstört. Under Mingdynastin fick staden sitt nuvarande namn Xi'an 西安 ("västra freden") och dagens stadsmur byggdes.
I distriktet Lintong utanför innerstaden finns den förste kejsaren av Qindynastins över 2200 år gamla mausoleum vaktad av terrakottaarmén som består av 8000 skulpturer i bränd lera.
Staden har också en väl bevarad 13,7 km lång och 12 m hög stadsmur från Mingdynastin samt Kinas första moské från 600-talet under Tangdynastin - den Stora moskén i Xi'an.
Den 12 december 1936 hamnade staden i strålkastarljuset då krigsherren Zhang Xueliang kidnappande Chiang Kai-shek för att försöka förmå denne att avsluta det kinesiska inbördeskriget och bygga en enhetsfront med kommunisterna mot Japan. Efter nära två veckors förhandlingar släpptes Chiang utan att han avgivit några formella löften, men året därpå gick Chiang med på att avsluta fientligheterna och låta Röda armén bli en del av Nationella revolutionära armén. Chiang Kai-sheks hustru Soong May-ling skrev en bok om händelserna, Sian, a coup d'état (1937) som samma år översattes till svenska, Marskalkens fångenskap : Historien om statskuppen i Sian av Ingeborg Wikander.

## Klimat
Uppmätta normala temperaturer och -nederbörd i Xi'an:
|                                            | Jan  | Feb  | Mar  | Apr  | Maj  | Jun  | Jul  | Aug  | Sep  | Okt  | Nov  | Dec  |
| ------------------------------------------ | ---- | ---- | ---- | ---- | ---- | ---- | ---- | ---- | ---- | ---- | ---- | ---- |
| Normaldygnets maximitemperaturs medelvärde | 5,1  | 8,9  | 14,4 | 21,5 | 26,6 | 31,4 | 32,4 | 30,3 | 25,6 | 19,3 | 12,4 | 6,3  |
| Normaldygnets minimitemperaturs medelvärde | −3,3 | −0,4 | 4,1  | 10,3 | 15,1 | 19,9 | 22,3 | 21,0 | 16,5 | 10,2 | 3,2  | −2,2 |
|                                            |      |      |      |      |      |      |      |      |      |      |      |      |
| Nederbörd                                  | 7    | 10   | 27   | 38   | 55   | 65   | 98   | 79   | 94   | 62   | 22   | 7    |

| Diagram | temperaturer i °C • månadsnederbörd i mm | temperaturer i °C • månadsnederbörd i mm | temperaturer i °C • månadsnederbörd i mm | temperaturer i °C • månadsnederbörd i mm | temperaturer i °C • månadsnederbörd i mm | temperaturer i °C • månadsnederbörd i mm | temperaturer i °C • månadsnederbörd i mm | temperaturer i °C • månadsnederbörd i mm | temperaturer i °C • månadsnederbörd i mm | temperaturer i °C • månadsnederbörd i mm | temperaturer i °C • månadsnederbörd i mm | temperaturer i °C • månadsnederbörd i mm |
|         | 7 5 -3                                   | 10 9 -0                                  | 27 14 4                                  | 38 22 10                                 | 55 27 15                                 | 65 31 20                                 | 98 32 22                                 | 79 30 21                                 | 94 26 17                                 | 62 19 10                                 | 22 12 3                                  | 7 6 -2                                   |

## Administrativ indelning
Prefekturen Xi'an består av nio stadsdistrikt och fyra härad:
- Stadsdistriktet Weiyang (未央区), 261 km², cirka 400 000 invånare (2004);
- Stadsdistriktet Lianhu (莲湖区), 38 km², cirka 590 000 invånare (2004);
- Stadsdistriktet Xincheng (新城区), 31 km², cirka 480 000 invånare (2004);
- Stadsdistriktet Beilin (碑林区), 22 km², cirka 690 000 invånare (2004);
- Stadsdistriktet Baqiao (灞桥区), 322 km², cirka 450 000 invånare (2004);
- Stadsdistriktet Yanta (雁塔区), 152 km², cirka 670 000 invånare (2004);
- Stadsdistriktet Yanliang (阎良区), 240 km², cirka 240 000 invånare (2004);
- Stadsdistriktet Lintong (临潼区), 898 km², cirka 670 000 invånare (2004);
- Stadsdistriktet Chang'an (长安区), 1 583 km², cirka 910 000 invånare (2004);
- Häradet Lantian (蓝田县), 1 977 km², cirka 630 000 invånare (2004);
- Häradet Zhouzhi (周至县), 2 956 km², cirka 630 000 invånare (2004);
- Häradet Hu (户县), 1 213 km², cirka 570 000 invånare (2004);
- Häradet Gaoling (高陵县), 290 km², cirka 230 000 invånare (2004).

## Kommunikationer
Sedan 2011 har Xi'an ett tunnelbanesystem, Xi'ans tunnelbana, som 2019 har tre fungerande linjer.